# Ajoncourt
Ajoncourt település Franciaországban, Moselle megyében. Lakosainak száma 102 fő (2022. január 1.). Ajoncourt Arraye-et-Han, Chenicourt, Aulnois-sur-Seille és Fossieux községekkel határos.

## Népesség
A település népességének változása:
| Lakosok száma | 114  | 101  | 100  | 104  | 91   | 102  | 103  | 104  | 104  | 102  |
|               | 1968 | 1982 | 1990 | 2006 | 2013 | 2015 | 2017 | 2019 | 2020 | 2022 |